# Valea Rece (okręg Harghita)
Valea Rece (węg. Hidegségpataka) – wieś w Rumunii, w okręgu Harghita, w gminie Lunca de Jos. W 2011 roku liczyła 2340 mieszkańców.